# Вести из Украинской Центральной Рады
Вести из Украинской Центральной Рады (укр. Вісти з Української Центральної Ради) — официальный печатный орган Украинской Центральной Рады (УЦР). Выходил трижды в неделю с апреля по ноябрь 1917 года в Киеве. Первые 3 номера назывались «Вести из Украинской Центральной Рады в Киеве». Всего вышло 25 номеров, 19 из них издал Комитет Украинской Центральной Рады, другие — Президиум УЦР. В газете нашли место материалы о создании и организации УЦР и ее деятельность до начала сентября 1917, печатались официальные документы, законы, указы, международные соглашения. С ноября 1917 года издание стало называться «Вестник Генерального Секретариата Украинской Народной Республики», а с января 1918 — «Вестником Совета Народных Министров УНР».